# 니시카사마쓰역
니시카사마쓰역(일본어: 西笠松駅, 문화어: 니시까사마쯔역)은 일본 기후현 하시마군 가사마쓰정에 위치한 나고야 철도 다케하나선의 철도역이다. 역 번호는 TH 01이다. 상대식 승강장 2면 2선의 구조를 갖춘 지상역이다.

## 타는 곳
| 1 | ■ 다케하나선 | 하행 | 신하시마 방면                |
| 2 | ■ 다케하나선 | 상행 | 가사마쓰 · 메이테쓰기후 방면 |

## 이용 현황
- 2013년 기준 : 1,107명

## 역 주변
- 가사마쓰 정청

## 인접 역
| 나고야 철도 다케하나선       | 나고야 철도 다케하나선 | 나고야 철도 다케하나선     |
| ---------------------------- | ---------------------- | -------------------------- |
| NH 56 가사마쓰 가사마쓰 방면 | ■ 다케하나선           | 야나이즈 TH 02 에기라 방면 |